# Antoine Ciosi
Antoine Ciosi est un chanteur corse, né le 15 décembre 1931 à Sorbo Ocagnano (Haute-Corse).
Il obtient le Premier prix du premier festival de la chanson corse à l'Olympia de Paris, en mars 1963, pour l'interprétation de la chanson de Ghjuvanni Giocanti et Vincente Orsini, Paese spentu,.
Il est l'auteur de plusieurs ouvrages.

## Biographie
Fils d'un cultivateur de Sorbo-Ocognano aux idées avancées, Antoine Ciosi raconte sa jeunesse et l'occupation italo-allemande en Corse dans son livre Une odeur de figuier sauvage-Une enfance corse,, document sur la Corse de l'avant-guerre et de l'avant tourisme.

## Discographie

### 1960
- Cervioni avril 1964 Barclay 70 644[6]
- La vieille guitare 1965 Barclay 70 799[7]
- Casa paterna 1966 Riviera 231 138[8]
- Solenzara 1966 Riviera 231 192[9]
- En direct de l’"Olympia" 1967 Top Records
- En direct de l’"Olympia" 1967 Consul CM 2081[10]
- Le porte croix 1969 Président PR 408[11]

### 1970
- Cursichella, 1970 Président KVP 254[12]
- Corsica amata, 1972 Festival 30117[13]
- Ricordi di Cursichella, 1973 Disques Festival – FLD 619
- Ritornu à u paese, Disques Festival – FLD 632 1974
- Anima corsa, (Puesia), 1974 Disques Consul – XCMX 19.694
- Le prisonnier, 1975 Festival 80175[14]
- Corsica nostra, 1975 Festival FLD647[15]
- Corsica sempre corsa, 1976 Festival FLD659[16]
- Musa di un populu, (poésies), 1977 Disques Consul – XCMX 19703
- Ver di casa, 1977 Festival FLD675[17]
- Corsica, 1978 Disques Festival – FLD 693
- Corsica ! Mamma cara, 1978 Disques Consul – XCMX 19707
- Cantu per un'isula ch'ùn si vole more, 1979 Disques Festival – FLD 704
- Canti pupulari di Corsica (avec Maryse Nicolai), 1979 Président – D.A. 80.129

### 1980
- Giuventù, 1980 Festival FLD713[18]
- Isula, 1981 Milan – SLP 80, SPI – SLP 80
- Kalliste, 1982 Milan – A 120 162
- Nostalgia, 1983
- 20 ans de Chansons Corses, (Live Olympia, mai 1981 ou 1983), 1984
- Corsu, 1985 Milan music[19]
- Per tè, 1987 Ricordu – LM 50
- Canti di a libertà, 1989 Ricordu CDR 0489

### 1990
- Mon village m'appelle - Antoine Ciosi chante André Giovanni et l'Offrande à la Corse (Poèmes, récits et chansons), 1990
- Chante les frères Vincenti, 1991
- Natale d'amore, 1993 Consul[20]
- Canti pupulari di Corsica (avec Maryse Nicolai), 19
- Tempi d'amore, 1996 Disques Consul – CM 88-36
- Musa di un populu 1996 Consul[21]
- Cantiques, 1999
- Anima Corsa (Compilation) 1999 Milan – 74321 67060-2

### 2000
- Ciosi 2000, 2000 Ricordu CDR162[22]
- Per tè, 2000, Natale d'Amore - album comprenant Canzona à Pampasgiolu - (réédition coffret 3 cd), 2002
- Luisa, 2005 Ricordu
- À voce piena, 2008, Casa Éditions, CDCASA25[23]

### 2010
- Una mamma, (livre-disque 4 cd), 2011, Casa Éditions, CDCASA31[24]
- In Bastia, 2013 Olivi music OLC-990[25]
- Corsu Mezu Mezu (introduction, interludes et Ô Corse île d'amour avec Patrick Fiori), 2015 Smart 88985365842[26]

### 2020
- Duetti, (27 de ses plus beaux titres revisités en duos avec 21 artistes), 2020 Okidjo productions
- Corsu Mezu Mezu 2 2022 RCA 19439950952[27]
- Babbu è Figliolu, (avec son fils Jérôme Ciosi), 2023

## Publications
- Notes & chansons - Ed. Pica, 1978[28]
- Une odeur de figuier sauvage[4] - Éditions Albin Michel, 1999,  (ISBN 9782226108555)
- Le chemin des sources profondes[29] - Éditions Albin Michel, 2004
- Chants d'une terre - 40 ans de chansons corses[30] - Ed. DCL, 2002
- Una mamma[24] (livre-disque 4 cd), 2011, Casa Éditions, CDCASA31
- A Stella di Musè Namani / L'Étoile de Moïse Namani[31] (récit bilingue corse/français) - À Fior di carta Editions, Coll. Tarra d'accolta, 2017  (ISBN 979-1095053217).

## Distinctions
- Antoine Ciosi est nommé Chevalier de la Légion d'Honneur par décret du 13 juillet 2001[32].
- Le 8 décembre 2018, Antoine Ciosi est fait citoyen d'honneur de la ville de Marseille[33].

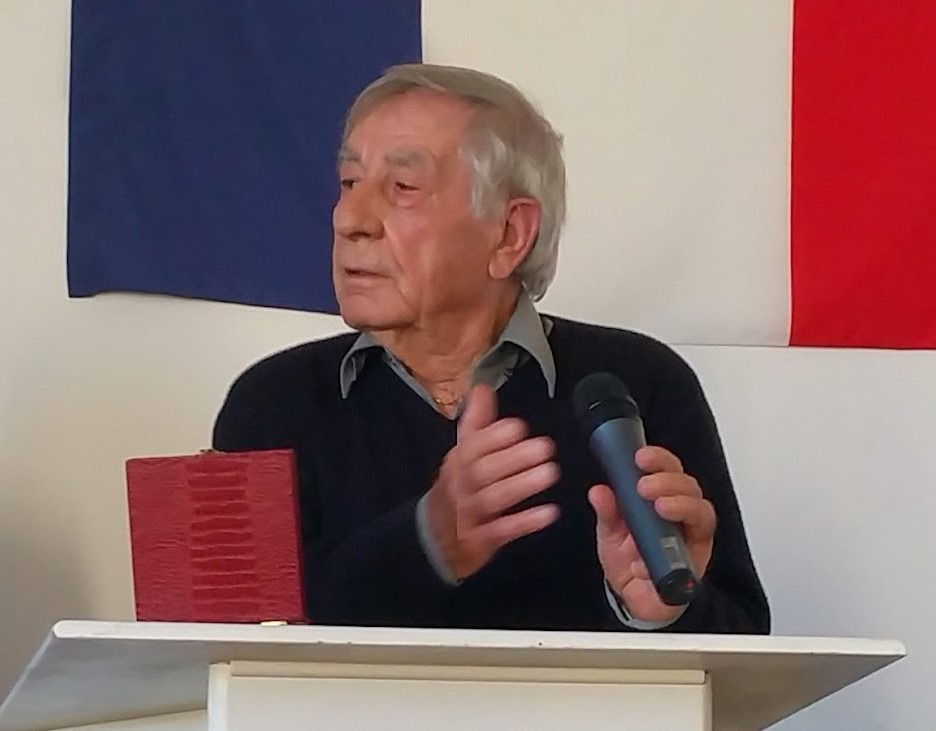
Antoine Ciosi lors de sa remise de médaille de la ville de Marseille à la Maison de la Corse le 8 décembre 2018